# William H. Scheide
William Hurd Scheide, auch Bill, (* 6. Januar 1914 in Philadelphia; † 14. November 2014 in Princeton) war ein US-amerikanischer Musikwissenschaftler und Mäzen.

## Leben
William H. Scheides Großvater William T. Scheide (1847–1907) war ein Pionier der Erdölindustrie, er wurde im ersten Ölboom wohlhabend und schied bereits mit 42 Jahren aus dem Geschäft aus, um sich seinem Hobby als Büchersammler zu widmen. Sein Sohn John H. Scheide (1875–1942) gab Geld zu wohltätigen Zwecken an die Presbyterian Church und die Princeton University. Er erweiterte die Büchersammlung zu einer veritablen Bibliothek an seinem Wohnsitz in Titusville, Pennsylvania und erwarb dafür u. a. eine Kopie der Unabhängigkeitserklärung der Vereinigten Staaten, die Blickling homilies und einen Teil des Papyrus 967.
William Hurd Scheide wuchs in Titusville, dem „Geburtsplatz der Ölindustrie“, auf. Er studierte in Princeton, da es dort keine Musikprofessur gab, Geschichte und graduierte 1936. Danach machte er einen Master in Musikwissenschaft an der Columbia University. Er arbeitete als Dozent für Musikgeschichte am Musikinstitut der Cornell University. Scheide war dreimal verheiratet und hat drei Kinder.

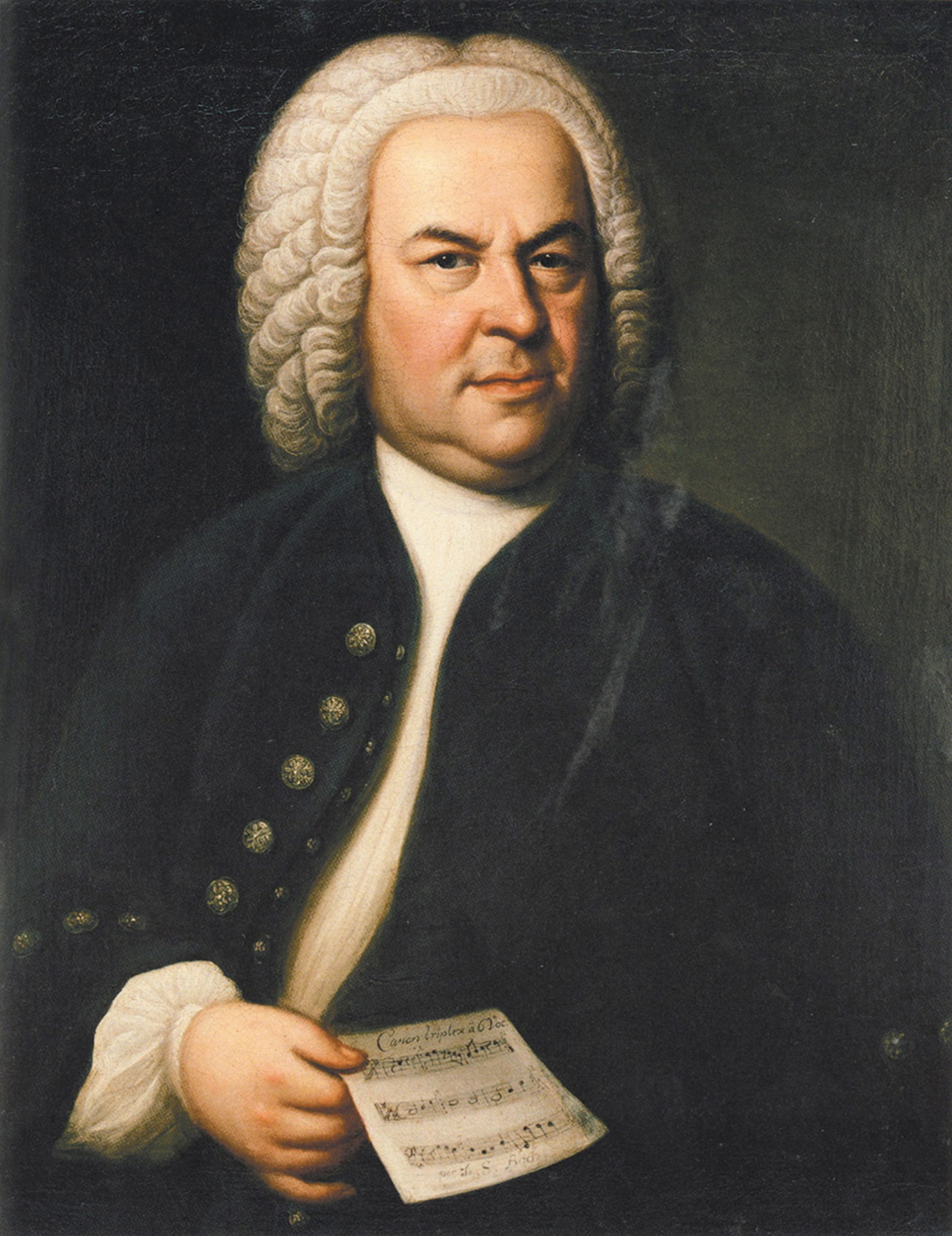
Von W. H. Scheide erworben:
Elias Gottlob Haußmann: Johann Sebastian Bach (das zweite Original von 1748)

Nach dem Tod seines Vaters 1942 übernahm er das Vermögen und die Büchersammlung und mehrte diese um barocke Notenhandschriften. Die Scheide Library zog in einen von ihm gestifteten Bau auf dem Campus der Princeton University. Auf der Basis seiner Büchersammlung mit 47 Bänden der Kompositionen von Johann Sebastian Bach vertiefte er die musikwissenschaftliche Forschung zu Bachs Gesangskompositionen.
1946 gründete er in New York City das Musikensemble „Bach Aria Group“, das sich der Aufführung und Pflege der Musik J. S. Bachs widmete, und engagierte für das Ensemble mit seinem Geld eine Reihe hervorragender Sänger und Instrumentalisten, unter ihnen Eileen Farrell, Maureen Forrester, Erich Itor Kahn, Jan Peerce und Jennie Tourel. Das Ensemble hatte, mit Wechseln in der Besetzung, bis 1962 Bestand.
Scheide stiftete die „Scheide Professur für Musikgeschichte“ an der Princeton University. Er vererbte die Scheide-Bibliothek der Princeton University. Das von ihm 1952 erworbene Porträt Johann Sebastian Bachs von Elias Gottlob Haußmann vermachte er testamentarisch dem Bach-Archiv Leipzig, dessen Kuratorium er seit 2001 angehörte. Das Bild hängt im Bach-Museum Leipzig und wurde bei der Eröffnung des Bachfestes 2015 in der Nikolaikirche gezeigt.
Scheide war ein wichtiger Geldgeber für die Bürgerrechtsbewegung in den USA. Mit seiner finanziellen Hilfe für den Rechtshilfefonds der National Association for the Advancement of Colored People (NAACP) wurde 1954 der Fall Brown v. Board of Education vom Anwalt Thurgood Marshall gewonnen. Allein in den letzten zwanzig Jahren seines Lebens stifteten er und seine Frau 6 Millionen USD an die NAACP. Seit 1994 war er Mitglied der American Philosophical Society.

## Schriften (Auswahl)
- A stemma of Matthew 22,1 in Latin incunabula bibles. In: Gutenberg-Jahrbuch 1962, S. 117–121
- A speculation concerning Gutenberg’s early plans for his Bible. In: Gutenberg-Jahrbuch 1973, S. 129–139
- William H. Scheide: Bach vs. Bach. In: Wolfgang Rehm (Hrsg.): Bachiana et alia musicologica: Festschrift Alfred Dürr zum 65. Geburtstag am 3. März 1983. Bärenreiter, Kassel 1983, S. 234–243
- William H. Scheide: Some Dreams and Realizations in Fifteenth-Century Mainz. In: Manfred von Arnim (Hrsg.): Festschrift Otto Schäfer: zum 75. Geburtstag am 29. Juni 1987. Hauswedell, Stuttgart 1987, S. 179–190